# Antoni Malecki

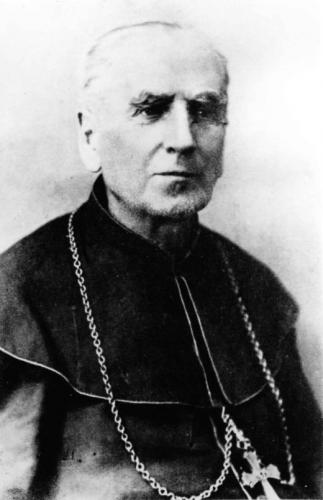
Antoni Malecki

Antoni Iossifowitsch Malezki (russisch Антоний Иосифович Малецкий, wiss. Transliteration Antonij Iosifovič Maleckij; * 17. April 1861 in St. Petersburg, Russisches Kaiserreich; † 17. Januar 1935 in Warschau, Polen) war ein polnisch-russischer Geistlicher.
Maleckis stammt aus einer polnischstämmigen Familie. Sein Vater war Oberst in der russischen Armee. Malecki studierte an der Kaiserlichen Theologischen Akademie in Sankt Petersburg. 1884 wurde Malecki zum Priester geweiht. Anschließend wirkte er als Pfarrer in Wizebsk, in Minsk und ab 1887 in St. Petersburg. Er wurde zum Ritter dritter Klasse des Russischen Orden der Heiligen Anna ernannt. Im März 1923 wurde er verhaftet und zu drei Jahren Haft verurteilt. Nach seiner Rückkehr wurde er zum Generalvikar von Mohilev ernannt.
Am 12. August 1926 wurde er von dem durch Papst Pius XI. mit besonderen Vollmachten ausgestatteten Michel-Joseph Bourguignon d’Herbigny zum Apostolischen Administrator von Leningrad und Titularbischof von Dionysiana ernannt. Am selben Tag erhielt er durch d’Herbigny in der Kirche des Hl. Ludwig von Frankreich die Bischofsweihe. Mitkonsekrator war Boļeslavs Sloskāns, Titularbischof von Cillium und ab 13. August 1926 Apostolischer Administrator von Minsk und Mohilev. Maurice Jean-Baptiste Amoudru, OP, sein späterer Nachfolger, assistierte bei der Weihe. Die Apostolische Administratur wurde am Tag zuvor errichtet. Im November 1930 wurde er verhaftet und nach Sibirien verbannt. Als sich sein Gesundheitszustand verschlechterte, wurde er 1934 aus der Haft entlassen und gegen seinen Willen nach Polen ausgewiesen. Am 28. April 1934 trat er als Apostolischer Administrator zurück.